# Progomphus kimminsi
Progomphus kimminsi – gatunek ważki z rodziny gadziogłówkowatych (Gomphidae). Występuje na terenie Ameryki Południowej.